# Roberto Bisconti
Roberto Bisconti (ur. 21 lipca 1973 w Montegnée) – belgijski piłkarz występujący podczas kariery na pozycji pomocnika. Trzynastokrotny reprezentant Belgii.

## Kariera klubowa
Swoją karierę zaczynał w Standardzie Liège. Występował tam przez cztery sezony, dwukrotnie zostając wicemistrzem Belgii i raz zdobywcą pucharu Belgii. Sezon 1995/1996 spędził RFC Seraing, jednak nie grał tam długo, ponieważ w następnym sezonie ponownie był zawodnikiem Standardu Liège. Był to jednak powrót tylko na jeden sezon, bowiem w sezonie 1997/1998 wyjechał do Włoch, by grać wtedy w drugoligowej Monzy. Zajął z nimi w lidze niską, 16. lokatę i po sezonie z powrotem grał w barwach Standardu. Spędził tam kolejne 2 sezony, zajmując 6. i 5. miejsce w belgijskiej ekstraklasie. W 2000 roku przeniósł się do innego, belgijskiego klubu, Royal Charleroi. Grał tam przez sezon. Po nim podpisał kontrakt ze szkockim Aberdeen. W sezonie 2001/2002 zajął z nimi w szkockiej Premier League 4. pozycję. Następny sezon także rozpoczął w Aberdeen, lecz w połowie sezonu przeniósł się do Rumunii, by grać w Rapidzie Bukareszt. Grał tam do końca sezonu 2002/2003 i pomógł Rapidowi w zdobyciu mistrzostwa Rumunii. Po końcu tych rozgrywek, ponownie powrócił do Standardu. Grał w Liège przez półtora roku. Po tym czasie przeniósł się do Francji by grać w OGC Nicei. We Francji grał jeszcze w En Avant Guingamp. Po epizodzie w tym klubie, powrócił do Belgii by grać w CS Visé i RFC Seraing. Karierę zakończył w Esneux Sport.

## Kariera reprezentacyjna
W reprezentacji Belgii zadebiutował 18 lutego 2002 roku w towarzyskim meczu z reprezentacją Francji. Mecz zakończył się porażką Belgów 2:0, a Bisconti wszedł na murawę w 85. minucie. Poza występami w meczach towarzyskich, sześciokrotnie grał w eliminacjach do MŚ 2006. Belgowie jednak nie zdołali się zakwalifikować na ten turniej. W barwach narodowych wystąpił łącznie 13 razy.